# Lumban Dolok (Siabu)
Lumban Dolok is een bestuurslaag in het regentschap Mandailing Natal van de provincie Noord-Sumatra, Indonesië. Lumban Dolok telt 3993 inwoners (volkstelling 2010).